# Teorema de Sylvester–Gallai

Três das linhas comuns em uma grade 4 × 4 de pontos

O teorema de Sylvester–Gallai afirma que dado um número finito de pontos no plano euclidiano, das duas uma:
1. todos os pontos são colineares (estão em linha reta); ou
2. há uma reta que passa por exatamente dois dos pontos.

Esta afirmação foi conjecturada por James Joseph Sylvester, e Eberhard Melchior foi o primeiro a prová-la. Sem saber da prova de Melchior, Paul Erdős a enunciou como conjectura, que então foi provada por Tibor Gallai, e logo em seguida por outros. Uma demonstração encontrada por Leroy Milton Kelly em 1948 foi bastante apreciada por Erdős.